# Niko, le petit renne
 (novembre 2020).
Série
Niko, le petit renne 2
(2012)
Pour plus de détails, voir Fiche technique et Distribution.
Niko, le petit renne (Niko - Lentäjän poika) est un film de Noël d'animation germano-dano-finno-irlandais réalisé par Michael Hegner et Kari Juusonen (fi), sorti en 2008.
Le film suit Niko qui est un petit renne qui habite dans la Vallée des rennes en compagnie de sa mère. Il n'a jamais vu son père, qui fait partie de la légendaire Brigade du père Noël composée des rennes qui tirent le traîneau volant du père Noël. Niko s'entraîne sans cesse à voler, dans l'espoir de rejoindre un jour son père, mais ses efforts sont d'abord infructueux. Il décide finalement de partir à la recherche de son père, accompagné par son ami, un écureuil volant nommé Julius. Tous deux, grâce à l'aide de la hermine Wilma, parviennent jusqu'à la région lointaine où s'élèvent les Montagnes du Père Noël. Mais ils ont alors affaire à une bande de loups dont le chef, Loucifer, ambitionne rien de moins que de remplacer le père Noël.

## Synopsis
Niko, un jeune renne, apprend de sa mère Oona que son père est un membre de la prestigieuse brigade volante du Père Noël. Pendant des années, Niko a rêvé de rencontrer son père et de rejoindre la brigade, mais il est incapable de voler et souffre de vertige. Avec le soutien de Julius, un écureuil volant, il essaie d’apprendre à voler tout en évitant les moqueries des autres jeunes rennes. Niko et son amie Saga décident alors de quitter leur vallée protégée pour s’entraîner sans distraction.
Cependant, leur départ attire l’attention d’une meute de loups. Ces derniers suivent Niko et Saga jusqu’à la vallée, révélant ainsi son emplacement secret. En panique, le troupeau s’enfuit, et le père de Saga, le chef du troupeau, est blessé en affrontant un loup. Plus tard, Niko entend des membres du troupeau le blâmer pour ces événements, ce qui le pousse à partir à la recherche de son père au pays du Père Noël.
Julius, inquiet, décide de partir à la recherche de Niko, profitant de la neige fraîche pour ne pas laisser de traces. Une fois qu’il le retrouve, Julius ne parvient pas à le convaincre de revenir et l’accompagne à contrecœur dans sa quête. Pendant ce temps, Essie, un caniche de compagnie égaré, est capturée par la meute de loups. Le chef des loups, Loucifer, décide d’épargner Essie après qu’elle lui ait donné l’idée de trouver le pays du Père Noël pour dévorer ses rennes. Essie, contrainte, doit alors suivre la meute.
En chemin, Niko et Julius sauvent Wilma, une belette chanteuse coincée dans une branche, qui les rejoint à contrecœur, se sentant redevable. Plus tard, Niko et Julius se séparent dans un blizzard, et Niko, enfoui sous la neige, entend le plan de Loucifer : prendre la place du Père Noël et dévorer les enfants. Détecté par la meute, Niko s’enfuit et retrouve Julius, mais ils se retrouvent piégés près d’une falaise. Wilma les sauve en provoquant une avalanche grâce à son chant. Elle décide ensuite de les guider, connaissant le chemin du pays du Père Noël grâce à son ancien emploi de chanteuse là-bas.
Alors qu’ils traversent une rivière dangereuse, Niko tente de voler, mais échoue et chute. Pensant qu’ils sont morts, les loups poursuivent leur route. Julius et Wilma parviennent à sauver Niko d’une cascade. En attendant qu’il se remette, Julius raconte qu’il a perdu sa famille à cause des loups et qu’il considère désormais Niko comme son fils.
En arrivant au pays du Père Noël, Niko manque de se faire percuter par la brigade volante. Il les avertit du plan de Loucifer, mais ils doutent que les loups puissent trouver l’entrée secrète. Lors d’une fête à la veille de Noël, Wilma chante pour demander l’identité du père de Niko, mais aucun des rennes ne se manifeste. Pour vérifier si Niko est réellement capable de voler, ils lui font passer un test. Malheureusement, Niko échoue à cause des cris de Julius, mais il est sauvé par Tornade.
Pendant ce temps, les loups infiltrent la vallée du Père Noël, et les rennes, effrayés, perdent leur capacité à voler. Loucifer poursuit Niko dans la grange pendant que Julius motive les autres rennes à retrouver leur courage pour voler et sauver Niko à l’aide du traîneau. Loucifer s’accroche au traîneau, mais Julius détache la partie où il se trouve. Niko saute du traîneau pour sauver Julius d’une chute et découvre qu’il peut enfin voler. Il sauve Julius avec succès tandis que Loucifer tombe dans le vide.
Niko, soutenu par la brigade, effraie les loups restants, qui fuient en réalisant que leur chef est mort. Tornade, impressionné par la bravoure de Niko, lui révèle qu’il est son père. Le Père Noël invite alors Niko à rejoindre la brigade volante, mais ce dernier choisit de rester auprès de sa mère et de Julius, avec l’intention de rendre visite à son père de temps en temps. Niko et Julius guident ensuite le troupeau vers une nouvelle vallée, plus sûre.

## Fiche technique
- Titre français : Niko, le petit renne
- Titre original : Niko - Lentäjän poika
- Réalisation : Michael Hegner, Kari Juusonen
- Scénario : Hannu Tuomainen, Marteinn Thorisson
- Musique : Stephen McKeon
- Production : Hannu Tuomainen, Moe Honan, Petteri Pasanen, Jana Bohl
- Durée : 75 minutes
- Sortie : 2008
- Date de sortie[1] :  France : 17 décembre 2008
- Date de sortie DVD :  France : 1er décembre 2009
- Pays : Allemagne, Danemark, Finlande, Irlande

## Distribution
Sauf indication contraire ou complémentaire, les informations mentionnées dans cette section proviennent du générique de fin de l'œuvre audiovisuelle présentée ici.

### Voix originales
- Tommi Korpela : Porolauman johtaja
- Jussi Lampi : Räyskä
- Juha Veijonen : Adjutantti
- Hannu-Pekka Björkman : Julius
- Vesa Vierikko : Musta Susi
- Minttu Mustakallio : Essie
- Vuokko Hovatta : Wilma
- Olli Jantunen : Niko
- Risto Kaskilahti : Rimppa

### Voix françaises
- Valentin Maupin : Niko
- Denis Boileau : Julius
- Véronique Alycia : Wilma
- Laura Préjean : Essie
- Féodor Atkine : Loucifer
- Guillaume Lebon : Binocle
- Pascal Casanova : Smily
- Valérie Siclay : Oona
- Bonnie Lener : Saga (et interprète du générique de fin)
- Bernard Métraux : le chef des rennes
- Pierre Baton : le grand-père renne
- Tom Trouffier et Rafaël Michau : les petits rennes
- Philippe Catoire : le Père Noël
- Lionel Tua, Laurent Morteau, Xavier Fagnon, Guillaume Orsat, Jérémy Prévost : les rennes de la brigade volante

Version française dirigée par Nathalie Raimbault (dialogues) et Claude Lombard (chants) au studio Chinkel, d'après une adaptation de Régis Écosse (dialogues) et Marie-Caroline Villand (chants).

## Accueil critique
Lors de sa sortie en salles en France, le film reçoit un accueil très favorable de la critique. Le site AlloCiné donne au film une note moyenne de 3,8 sur 5 fondée sur dix-sept critiques de presse, dont quatorze lui donnent une note de 4 sur 5 et trois une note de 3 sur 5.

## Box office
Niko, le petit renne sort en France le 17 décembre 2008. Il réalise 203 423 entrées en première semaine, puis 190 153 en deuxième semaine et 108 321 en troisième semaine, franchissant ainsi le seuil des 500 000 entrées. Il totalise 554 279 entrées en cinq semaines d'exploitation.

## Récompenses et distinctions
Le film obtient plusieurs récompenses dans des festivals de cinéma à travers le monde. Il reçoit le prix Cinékid au festival Cinékid d'Amsterdam n 2008, et un prix CIFEJ avec mention spéciale au Festival du film pour enfants d'Oulu en Finlande ; en 2009, il reçoit un Jussi du meilleur film aux Jussis en Finlande.

## Suites
Le 28 novembre 2012, sort une suite intitulée Niko, le petit renne 2.
En décembre 2024, soit douze ans après cette dernière, un troisième film, Niko, le petit renne : Mission père Noël, sort en salles.